# Pendé
Pendé é uma comuna francesa na região administrativa de Altos da França, no departamento de Somme. Estende-se por uma área de 16,43 km². Em 2010 a comuna tinha 1 068 habitantes (densidade: 65 hab./km²).